# Phanerochaete pseudomagnoliae
Phanerochaete pseudomagnoliae är en svampart som beskrevs av Koker, Burds. & B.J.H. Janse 2000. Phanerochaete pseudomagnoliae ingår i släktet Phanerochaete och familjen Phanerochaetaceae.   Inga underarter finns listade i Catalogue of Life.